# استان کاگرا
استان کاگرا در حاشیه شمال غربی کشور تانزانیا قرار گرفته‌است.
شهر بوکوبا مرکز این استان می‌باشد، این شهر که به سرعت در حال توسعه می‌باشد در ساحل دریاچه ویکتوریا قرار گرفته‌است و همچنین دومین بندر بزرگ تانزانیا در این دریاچه می‌باشد.
این استان با کشورهای اوگاندا، رواندا، بوروندی و کنیا همسایه می‌باشد.
راه‌های دسترسی به این استان شامل راه هوایی از استان موانزا و راه زمینی از طریق کشورهای اوگاندا و رواندا با عبور از مسیر استان موانزا می‌باشد . 

## پیشینه تاریخی
استان کاگرا سابقاً تحت عنوان استان دریاچه غربی شناخته می‌شد. این استان بعد از جنگ اوگاندا و تانزانیا که عیدی امین در سال ۱۹۷۸ برای ضمیمه کردن استان کاگرا به کشورش برپا کرده بود به استان کاگرا تغییر نام داد.  نام این استان برگرفته از نام رودخانه کاگرا می‌باشد که از کشور رواندا جریان می‌یابد.

## جمعیت
بر طبق نتایج سرشماری عمومی نفوس و مسکن سال ۲۰۰۳ که توسط دولت تانزانیا انجام شد جمعیت این استان چیزی بالغ بر ۲٬۰۰۳٬۸۸۸ نفر و با نرخ رشد سالانه ۳٫۱ % اعلام گردید.

## شهرستانها
تقسیمات اداری و شهری در استان کاگرا شامل هشت شهرستان می‌شود. شهرستانهای:
- شهرستان بیهارامولو
- شهرستان بوکوبای روستایی
- شهرستان بوکوبای شهری
- شهرستان چاتو
- شهرستان کاراگوه
- شهرستان میسنی
- شهرستان مولمبا
- شهرستان انگارا

و اخیراً هم شهرستانهای بوکوبای روستایی و بوکوبای شهری با یکدیگر ادغام شده‌اند و شهرستان بوکوبا را تشکیل داده‌اند.
تا پیش از سال ۲۰۰۰ میلادی استان کاگرا شامل شش شهرستان می‌شد شهرستان بوکوبای روستایی و شهرستان بوکوبای شهری و شهرستان مولمبا و شهرستان کاراگوه و شهرستان انگارا و شهرستان بیهارامولو که بعد از آن شهرستان بوکوبای روستایی به دو شهرستان جدید تقسیم شد بنامهای بوکوبای روستایی و میسنی. همچنین شهرستان بیهارامولو نیز به دو شهرستان دیگر تقسیم شد به نامهای بیهارامولو و چاتو.

## پیشینه فرهنگی
برای یک دوره در حدود پنج قرن استان کاگرا به نه ناحیه پادشاهی متفاوت تقسیم شده بود که این نواحی به لحاظ اجتماعی دارای یک جامعه به شدت طبقاتی و سلسله مراتبی بودند و در این دوران بود که قهوه به عنوان یک محصول قابل فروش و موز به عنوان یک غذای اصلی به مردم این منطقه معرفی شدند.
همچنین زنان آن دوره از دیدگاه مردان جامعه به عنوان برده‌هایی محسوب می‌شدند که دارای حقوق اجتماعی پایین‌تری نسبت به مردان بودند.

## پارکهای ملی
استان کاگرا دارای حجم وسیع و بسیار متنوعی از حیات وحش می‌باشد از قبیل: انواع عنترها و میمون‌ها و ... 
بسیاری از حیواناتی را که در منطقه سرنگتی یافت می‌شوند را می‌توان در اغلب روزهای سال در پارکهای ملی استان کاگرا نیز مشاهده نمود.

## منبع
- مشارکت کنندگان ویکی‌پدیای انگلیسی
- http://www.statoids.com/utz.html